# Стараховице
Стараховѝце (на полски: Starachowice) е град в Полша, Швентокшиско войводство. Административен център е на Стараховишки окръг. Обособен е в градска община с площ 31,85 км2.

## География
Градът се намира в историческия регион Малополша. Разположен е в северната част на войводството

## История
В първата половина на XIX век селището станало най-големия металоргичен център в Кралство Полша. През 1939 година чрез обединението на град Вежбник, село Стараховице и промишленото селище Стараховице е създаден град Стараховице-Вежбник, който през 1952 година променя името си на Стараховице.
В периода 1975 – 1998 г. градът е част от Келецкото войводство. Заводът за производство на камиони „Стар“ е пуснат в експлоатация през 1949 година.

## Население
Населението на града възлиза на 49 513 души (2017 г.). Гъстотата е 1555 души/км2.

## Административно деление
Административно градът е разделен на 18 микрорайона (ошедли):
- Вежбник
- Скарпа
- Жеромски
- Скалка
- Шляковиско
- Майовка
- Взгоже
- Стадион
- Орлово
- Гурники
- Вежбова
- Лази
- Тшех Кшижи
- Полудне
- Любянка
- Михалов

## Спорт
Градът е дом на футболния клуб Стар (Стараховице).

## Градове партньори
- Аурих, Германия
- Рочдейл-Хейууд, Великобритания
- Швайнфурт, Германия
- Шьовде, Швеция
- Вехта, Германия
- Гижицко, Полша
- Кандело, Италия
- Алмонасид де ла Куба, Испания
- Ла Рош сюр Форон, Франция